# Челубей

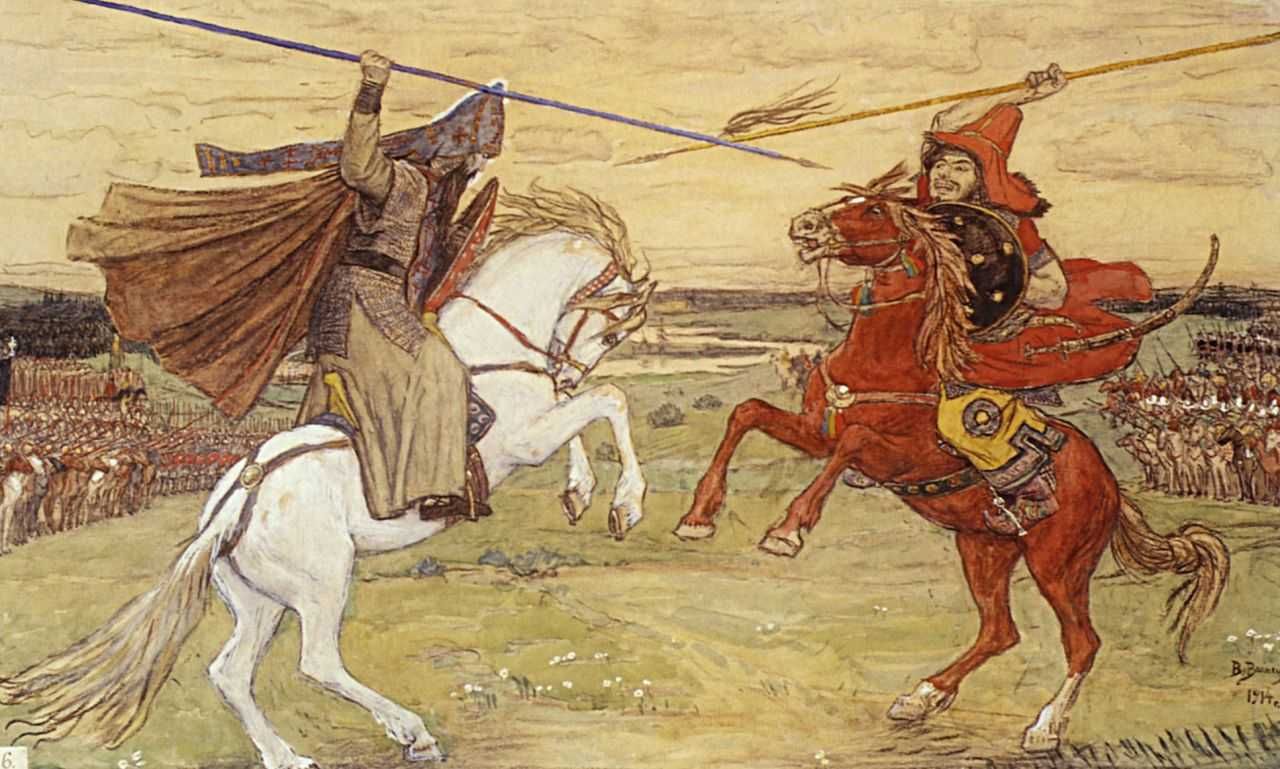
Васнецов В. М. Поединок Пересвета с Челубеем. 1914

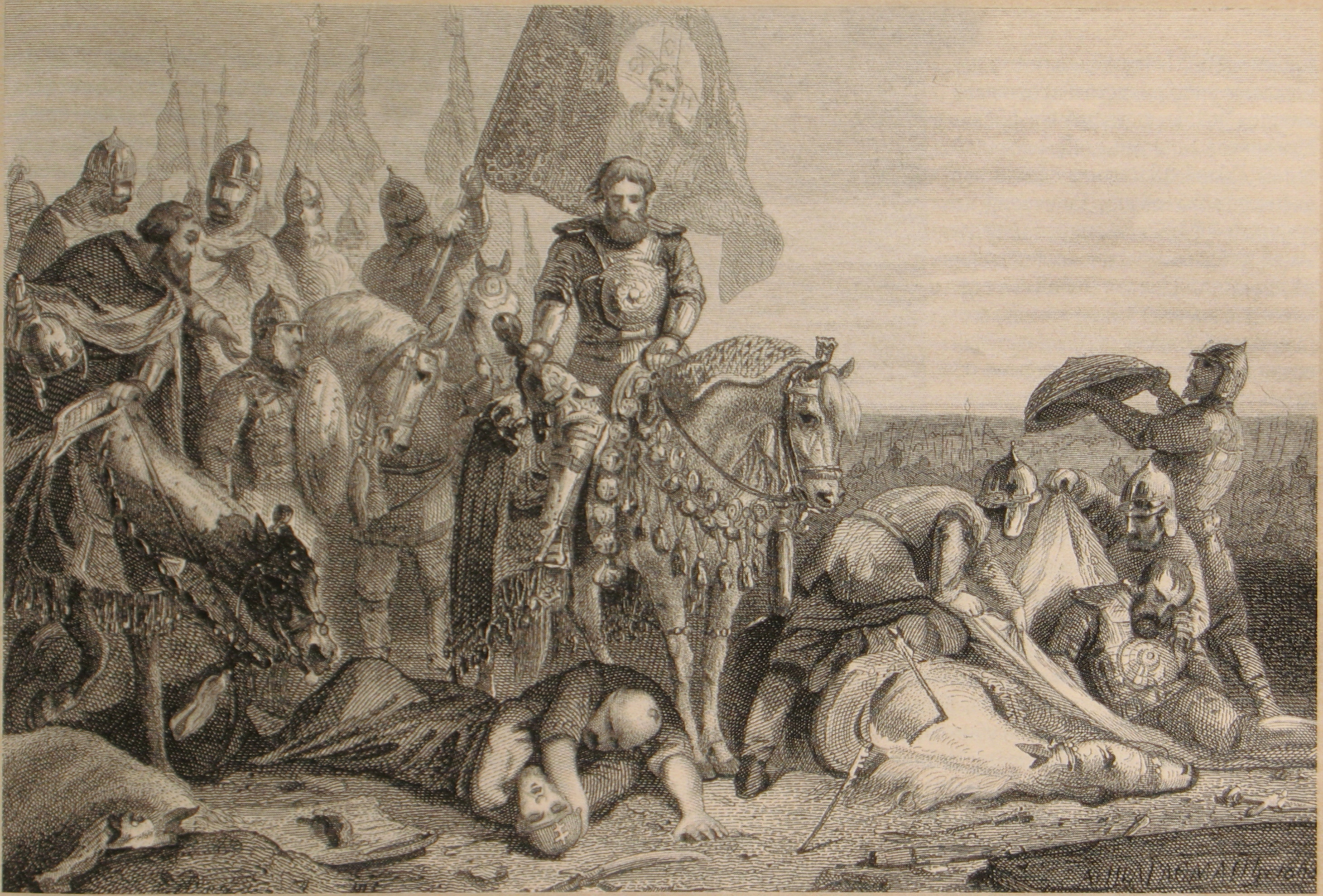
Дмитрий Донской и убитые Пересвет и Челубей на поле Куликовом

Челубе́й (в некоторых источниках Чалабай, Челибей, Темир-Мирза либо Таврул) — персонаж «Сказания о Мамаевом побоище» — литературного произведения XV века.

## Происхождение образа
Согласно «Сказанию», Челубей отличался не только физической силой, но и особым мастерством военной выучки. Согласно сюжету, 8 сентября 1380 года тюркский богатырь из войска темника Мамая перед началом Куликовской битвы сражался с иноком Пересветом и оба поединщика, якобы, погибли в бою, одновременно пронзив друг друга копьями.
Однако, этот эпизод, скорее всего, является вымышленным, как и сам Челубей, и иночество Пересвета. Так, в тексте «Задонщины» можно видеть, что Пересвет, будучи жив в разгар битвы, на поле «поскакивает на своём добром коне, а злачёным доспехом посвельчивает», когда уже «иные лежат посечены».
В различных редакциях «Сказания» у Челубея разные имена: «печенежин» (то есть печенег), «Темир-мурза» (в киприановской редакции), а также «Таврул». Имя «Челубей» появляется в третьем издании «Синопсиса» 1680 года, откуда и началась лубочная традиция «Сказания…». Из лубочной литературы XVIII—XIX веков имя «Челубей» пришло в произведения художественной литературы и искусства, полностью вытеснив своих предшественников.
Имя «Челубей (Чалабай)» — тюркского происхождения, судя по составу и звучанию (ср. Челеби). Сын султана Мурада I, взявший в 1393 году столицу Второго Болгарского царства город Тырново, носил имя «Челяби-эмир».

## Образ Челубея в мультипликации
- Лебеди Непрядвы (1980; СССР), режиссёр Роман Давыдов.
- Пересвет и Ослябя (2010; Россия), режиссёр Станислав Подивилов.